# تومسون دونالد
تومسون دونالد (بالإنجليزية: Thompson Donald)‏ هو سياسي بريطاني (وحمل سابقاً جنسية المملكة المتحدة لبريطانيا العظمى وأيرلندا)، ولد في 1876، وتوفي في 1957. انتخب عضو برلمان أيرلندا الشمالية وفي الانتخابات العمومية البريطانية 1918 ‏، انتخب عضو برلمان المملكة المتحدة الـ31 عن دائرة Belfast Victoria (UK Parliament constituency) ‏ (14 ديسمبر 1918 – 26 أكتوبر 1922).